# Bella és a Bulldogok
A Bella és a Bulldogok (eredeti cím: Bella and the Bulldogs) 2015 és 2016 között vetített amerikai televíziós vígjáték, amelynek alkotói Jonathan Butler és Gabriel Garza.
A sorozat producere Chris Philips, zeneszerzője Ron Wasserman. A főszerepben Brec Bassinger, Buddy Handleson, Coy Stewart, Haley Tju, Jackie Radinsky és Lilimar Hernandez láthatóak. A Nickelodeon Productions gyártja, forgalmazza a Nickelodeon.
Amerikában 2015. január 17-én a Nickelodeon mutatta be. Magyarországon 2015. november 1-én szintén a Nickelodeon mutatta be. Magyarországon a TeenNick is bemutatja 2025. február 3-án.

## Cselekmény
A sorozat főszereplője egy pompomlány, Bella Dawson, akinek texasi életében váratlan fordulat következik be, amikor az iskolájának csapata, a Bulldogok középhátvédje lesz. Először a csapat többi tagja nem akarta, hogy hátvéd legyen, de végül elfogadták őt.

## Szereplők
| Színész           | Szereplő      | Magyar hangja      |
| Főszereplő        | Főszereplő    | Főszereplő         |
| ----------------- | ------------- | ------------------ |
| Brec Bassinger    | Bella Dawson  | Koller Virág       |
| Coy Stewart       | Troy          | Penke Bence        |
| Jackie Radinsky   | Sawyer        | Berkes Bence       |
| Buddy Handleson   | Newt          | Czető Ádám         |
| Haley Tju         | Pepper        | Lamboni Anna       |
| Lilimar Hernandez | Sophie        | Csifó Dorina       |
| Rio Mangini       | Ace McFumbles | Berecz Kristóf Uwe |
| Mellékszereplő    |               |                    |
| Dorien Wilson     | Russell edző  | Faragó András      |
| Annie Tedesco     | Carrie Dawson |                    |

## Évados áttekintés
| Évad | Évad | Epizódok | Eredeti sugárzás   | Eredeti sugárzás | Eredeti adó     | Magyar sugárzás   | Magyar sugárzás  | Magyar adó        | Magyar sugárzás  | Magyar sugárzás   | Magyar adó |
| Évad | Évad | Epizódok | Évadpremier        | Évadfinálé       | Eredeti adó     | Évadpremier       | Évadfinálé       | Magyar adó        | Évadpremier      | Évadfinálé        | Magyar adó |
| ---- | ---- | -------- | ------------------ | ---------------- | --------------- | ----------------- | ---------------- | ----------------- | ---------------- | ----------------- | ---------- |
|      | 1    | 20       | 2015. január 17.   | 2015. május 30.  |                 | 2015. november 1. | 2016. május 16.  |                   | 2025. február 3. | 2025. február 28. |            |
|      | 2    | 20       | 2016. november 14. | 2017. január 26. | 2016. május 22. | 2017. január 8.   | 2025. március 3. | 2025. március 28. |                  |                   |            |

## Gyártás
2015. március 4-én berendelték a második évadot.  A második évadot 2015. szeptember 30-án mutatták be. Brec Bassinger a Twitteren kijelentette a 2016. június 25-ei epizód után: „Remélem, mindenki élvezte a #bellaandthebulldogs utolsó epizódját...”.

## Nemzetközi sugárzás
A Bella és a Bulldogok kanadai premierje 2015. március 18-án volt az YTV-n és 2015. április 4-én az ausztrál és új-zélandi Nickelodeon-on.